# Dana Vollmer
Dana Whitney Vollmer (Syracuse, 13 novembre 1987) è un'ex nuotatrice statunitense.

## Carriera
Specializzata nella farfalla, ha vinto una medaglia d'oro nella staffetta 4x200 m stile libero ai Giochi olimpici di Atene 2004. Nella finale dei 100 m farfalla ai Giochi olimpici di Londra 2012 vince la medaglia d'oro e conquista il record del mondo con il tempo di 55"98, diventando la prima donna a scendere sotto il muro dei 56 secondi.

## Palmarès
- Olimpiadi

Atene 2004: oro nella 4x200m sl.
Londra 2012: oro nei 100m farfalla, nella 4x200m sl e nella 4x100m misti.
Rio de Janeiro 2016: oro nella 4x100m misti, argento nella 4x100m sl e bronzo nei 100m farfalla
- Mondiali:

Melbourne 2007: oro nella 4x200m sl, argento nella 4x100m sl e nella 4x100m misti.
Roma 2009: argento nella 4x200m sl e bronzo nei 200m sl.
Shanghai 2011: oro nei 100m farfalla e nella 4x100m misti e argento nella 4x100m sl.
Barcellona 2013: oro nella 4x100m misti e bronzo nei 100m farfalla.
- Mondiali in vasca corta

Indianapolis 2004: oro nella 4x100m sl e nei 4x200m sl e bronzo nei 200m sl.
Dubai 2010: argento nella 4x100m sl e nella 4x100m misti e bronzo nei 100m farfalla.
- Giochi PanPacifici

Victoria 2006: oro nella 4x200m sl.
Irvine 2010: oro nei 100m farfalla, nella 4x100m sl, nella 4x200m sl e nella 4x100m misti e argento nei 100m sl.
- Giochi panamericani

Santo Domingo 2003: oro nei 200m sl, nella 4x200m sl e nella 4x100m misti.
- Universiadi

Smirne 2005: oro nella 4x100m sl e argento nei 50m farfalla.